# Флаг Ивано-Франковской области
Флаг Ива́но-Франко́вской области (укр. Прапор Івано-Франківської області) — официальный символ Ивано-Франковской области Украины, который наследует историческую традицию использования региональной символики, является атрибутом городских органов самоуправления и исполнительной власти.

## Описание
Представляет собой прямоугольное полотнище с соотношением сторон 2:3. В центре на белом поле изображена чёрная галка с поднятыми крыльями в золотой короне, повёрнута к древку. От древка идут чёрная и красная полосы, от свободного края — синяя и жёлтая полосы. Ширина каждой полосы составляет 1/12 длины флага. Галка олицетворяет Галичину, полосы означают цвета государственного флага Украины, как страну, контролирующую этот регион и флага украинских националистов как борцов за независимость страны. Автором проекта является председатель Украинского геральдического общества Андрей Гречило.